# 4-(2,4-Dichlorphenoxy)anilin
4-(2,4-Dichlorphenoxy)anilin ist eine chemische Verbindung aus der Stoffgruppe der Diphenylether.

## Darstellung und Synthese
4-(2,4-Dichlorphenoxy)anilin erhält man durch die katalytische Reduktion von 2,4-Dichlor-1-(4-nitrophenoxy)benzol (Nitrofen).

## Vorkommen
4-(2,4-Dichlorphenoxy)anilin entsteht zu etwa 15 % als Nebenabbauprodukt bei der Metabolisierung der Herbizids Nitrofen  bei Ratten durch Reduktion der Nitrogruppe. Der weitere Abbau zu 4-(4-Aminophenoxy)-2,5-dichlorphenol erfolgt über eine Ring-Hydroxylierung bzw. zu 4-(2,4-Dichlorphenoxy)acetanilid durch eine Acetylierung.

## Verwendung
4-(2,4-Dichlorphenoxy)anilin ist ein Zwischenprodukt bei der Herstellung des Pflanzenschutzmittels Diclofop-methyl.